# Oceania Sevens 2013
El Oceania Sevens de 2013 fue la sexta edición del torneo de rugby 7 masculino de Oceanía.
Se disputó del 4 al 5 de octubre en el ANZ Stadium de Suva, Fiyi.

## Fase de grupos

### Grupo A
| Equipo             | Encuentros | Encuentros | Encuentros | Encuentros | Tantos  | Tantos    | Tantos     | Puntos |
| Equipo             | jugados    | ganados    | empatados  | perdidos   | a favor | en contra | diferencia | Puntos |
| ------------------ | ---------- | ---------- | ---------- | ---------- | ------- | --------- | ---------- | ------ |
| Fiyi               | 3          | 3          | 0          | 0          | 133     | 0         | +133       | 9      |
| Islas Cook         | 3          | 2          | 0          | 1          | 42      | 61        | -19        | 7      |
| Papúa Nueva Guinea | 3          | 1          | 0          | 2          | 64      | 58        | +6         | 5      |
| Tuvalu             | 3          | 0          | 0          | 3          | 10      | 130       | -120       | 3      |

### Grupo B
| Equipo          | Encuentros | Encuentros | Encuentros | Encuentros | Tantos  | Tantos    | Tantos     | Puntos |
| Equipo          | jugados    | ganados    | empatados  | perdidos   | a favor | en contra | diferencia | Puntos |
| --------------- | ---------- | ---------- | ---------- | ---------- | ------- | --------- | ---------- | ------ |
| Samoa           | 3          | 3          | 0          | 0          | 114     | 12        | +102       | 9      |
| Australia       | 3          | 2          | 0          | 1          | 86      | 26        | +60        | 7      |
| Samoa Americana | 3          | 1          | 0          | 2          | 14      | 83        | -69        | 5      |
| Islas Salomón   | 3          | 0          | 0          | 3          | 7       | 100       | -93        | 3      |

### Etapa eliminatoria

#### Copa de plata
|  | Semifinal          | Semifinal          | Semifinal          |                    |                 | 5° puesto       | 5° puesto     | 5° puesto |  |
|  |                    |                    |                    |                    |                 |                 |               |           |  |
|  |                    |                    |                    |                    |                 |                 |               |           |  |
|  | Islas Salomón      | Islas Salomón      | 12                 |                    |                 |                 |               |           |  |
|  | Islas Salomón      | Islas Salomón      | 12                 |                    |                 |                 |               |           |  |
|  | Papúa Nueva Guinea | Papúa Nueva Guinea | 40                 |                    |                 |                 |               |           |  |
|  | Papúa Nueva Guinea | Papúa Nueva Guinea | 40                 |                    | Samoa Americana | Samoa Americana | 19            |           |  |
|  |                    |                    |                    |                    | Samoa Americana | Samoa Americana | 19            |           |  |
|  |                    |                    | Papúa Nueva Guinea | Papúa Nueva Guinea | 26              |                 |               |           |  |
|  | Tuvalu             | Tuvalu             | Papúa Nueva Guinea | Papúa Nueva Guinea | 26              | 5               |               |           |  |
|  | Tuvalu             | Tuvalu             |                    |                    |                 | 5               |               |           |  |
|  | Samoa              | Samoa              | 21                 |                    |                 | 7° puesto       | 7° puesto     | 7° puesto |  |
|  | Samoa              | Samoa              | 21                 |                    |                 | 7° puesto       | 7° puesto     | 7° puesto |  |
|  |                    |                    |                    |                    |                 |                 |               |           |  |
|  |                    |                    |                    |                    |                 | Tuvalu          | Tuvalu        | 0         |  |
|  |                    |                    |                    |                    |                 | Tuvalu          | Tuvalu        | 0         |  |
|  |                    |                    |                    |                    |                 | Islas Salomón   | Islas Salomón | 33        |  |
|  |                    |                    |                    |                    |                 | Islas Salomón   | Islas Salomón | 33        |  |
|  |                    |                    |                    |                    |                 |                 |               |           |  |

#### Copa de oro
|  | Cuartos de final   | Cuartos de final   | Cuartos de final |                 |            | Semifinales | Semifinales | Semifinales |            |              | Copa         | Copa         | Copa |  |
|  |                    |                    |                  |                 |            |             |             |             |            |              |              |              |      |  |
|  |                    |                    |                  |                 |            |             |             |             |            |              |              |              |      |  |
|  | Fiyi               | Fiyi               | 40               |                 |            |             |             |             |            |              |              |              |      |  |
|  | Fiyi               | Fiyi               | 40               |                 |            |             |             |             |            |              |              |              |      |  |
|  | Islas Salomón      | Islas Salomón      | 0                |                 |            |             |             |             |            |              |              |              |      |  |
|  | Islas Salomón      | Islas Salomón      | 0                |                 | Fiyi       | Fiyi        | 31          |             |            |              |              |              |      |  |
|  |                    |                    |                  |                 | Fiyi       | Fiyi        | 31          |             |            |              |              |              |      |  |
|  |                    |                    | Australia        | Australia       | 17         |             |             |             |            |              |              |              |      |  |
|  | Australia          | Australia          | Australia        | Australia       | 17         | 36          |             |             |            |              |              |              |      |  |
|  | Australia          | Australia          |                  |                 |            |             |             |             |            |              |              |              |      |  |
|  | Papúa Nueva Guinea | Papúa Nueva Guinea | 19               |                 |            |             |             |             |            |              |              |              |      |  |
|  | Papúa Nueva Guinea | Papúa Nueva Guinea | 19               |                 |            |             |             |             |            | Fiyi         | Fiyi         | 17           |      |  |
|  |                    |                    |                  |                 |            |             |             |             |            | Fiyi         | Fiyi         | 17           |      |  |
|  |                    |                    | Samoa            | Samoa           | 31         |             |             |             |            |              |              |              |      |  |
|  | Islas Cook         | Islas Cook         | Samoa            | Samoa           | 31         | 26          |             |             |            |              |              |              |      |  |
|  | Islas Cook         | Islas Cook         |                  |                 |            |             |             |             |            |              |              |              |      |  |
|  | Samoa Americana    | Samoa Americana    | 12               |                 |            |             |             |             |            |              |              |              |      |  |
|  | Samoa Americana    | Samoa Americana    | 12               |                 | Islas Cook | Islas Cook  | 0           |             |            | Tercer lugar | Tercer lugar | Tercer lugar |      |  |
|  |                    |                    |                  |                 | Islas Cook | Islas Cook  | 0           |             |            | Tercer lugar | Tercer lugar | Tercer lugar |      |  |
|  |                    |                    | Samoa Americana  | Samoa Americana | 48         |             |             |             |            |              |              |              |      |  |
|  | Samoa              | Samoa              | Samoa Americana  | Samoa Americana | 48         | 62          |             |             | Islas Cook | Islas Cook   | 5            |              |      |  |
|  | Samoa              | Samoa              |                  |                 |            |             |             |             | Islas Cook | Islas Cook   | 5            |              |      |  |
|  | Tuvalu             | Tuvalu             | 0                |                 |            |             |             |             |            |              | Australia    | Australia    | 49   |  |
|  | Tuvalu             | Tuvalu             | 0                |                 |            |             |             |             |            |              | Australia    | Australia    | 49   |  |
|  |                    |                    |                  |                 |            |             |             |             |            |              |              |              |      |  |

| Bandera de Samoa |
| Campeón Samoa    |
| 4.to título      |